# Смирнова, Инна Евгеньевна
Инна Евгеньевна Смирнова (род. 2 октября 1972, Ржев, Калининская область) — российская самбистка, чемпионка и призёр чемпионатов России по самбо, 2-кратная чемпионка Европы, призёр чемпионата мира, победительница Кубка мира, Заслуженный мастер спорта России по самбо (1995). Выступала в полулёгкой весовой категории (до 52 кг). Тренировалась под руководством Заслуженного тренера России Александра Образцова. Признавалась самой красивой самбисткой планеты. Стала победительницей смотра-конкурса «Лучший спортсмен Тверской области». Первая в Верхневолжье Заслуженный мастер спорта России по самбо.